# Jaroslav Beneš (řezbář)
Jaroslav Beneš (* 1959 Šumperk) je český umělecký řezbář a dřevorytec, tvůrce Loštického betlému.

## Život
Od dětství měl vřelý vztah ke dřevu, velkou část života strávil v Mohelnici, navštěvoval zde modelářský kroužek a vytvořil si i svůj první malý betlém. Velký vliv na něho měl pobyt ve Vranové Lhotě, odkud pocházel jeho otec, který byl muzikantem. Obci věnoval betlém k poctě místních obyvatel s figurkami několika občanů. V Šumperku se vyučil stolařem, po základní vojenské službě nastoupil do místního podniku MEZ, po roce 1989 pracoval u soukromníka. Žije a pracuje v Lošticích.

## Dílo
Vyřezaná díla (převážně figurky, šperky, amulety, sochy) slouží k různým příležitostem a jsou určena pro soukromé sbírky doma i v zahraničí. Před Velikonocemi se věnoval vyřezávání křížů. Jeho oblíbeným obdobím se stala renesance, ve které nalézal svou inspiraci.
Nejrozsáhlejší dílo Jaroslava Beneše se nachází v obřadní síni obce Rataje, je to vyřezaná luneta, na níž je zachycena silueta obce v popředí s oráčem, který je symbolem obce. Nejmenší dílo je zapsáno v České knize rekordů v Pelhřimově, jedná se o nejmenší betlém, výšku má dva centimetry a dva milimetry, dlouhý je čtyři centimetry a jeden milimetr, je v něm umístěno šest biblických figurek, malý Ježíšek je velký sedm milimetrů.
Spolupracoval s malířem Petrem Herzigem, se kterým upravil jednu autobusovou zastávku v Lošticích. Jsou zde vymalovány symboly Loštic a okolí a také figury lidí z Moravy.

### Loštický betlém
Ve tvorbě se projevuje jeho láska k Moravě, což je patrné především v betlému, který patří k vrcholům jeho díla. Na vytvoření betléma začal pracovat v roce 1994, výmalbu pozadí provedl malíř Petr Herzig Dubický. V roce 2017 oslavil betlém 20. výročí svého vzniku.
Betlém zachycuje kromě tradičních křesťanských postav i skutečné obyvatele Loštic či osobnosti z celé Moravy. Počet figurek, včetně zvířat s velkým počtem koček, překročil tři sta. Je mezi nimi malíř a ilustrátor Adolf Kašpar, hudebník a skladatel Jaroslav Wykrent, zápasník Gustav Frištenský, malíř Libor Vojkůvka, písničkář Karel Kryl, malíř Alfons Mucha, hudební skladatel Leoš Janáček - s ním i liška Bystrouška a mnoho dalších historických i žijících postav. Od některých dvojníků figurek získal autor i nějakou relikvii. V depozitáři je struna z Krylovy kytary, knoflík z kabátu Alfonse Muchy. Z kousku dřeva z jabloně, kterou vysadil Janáček v Hukvaldech, vyřezal houslový klíč. Největší z figurek měří patnáct centimetrů a ztvárňuje slavného hanáckého obra Josefa Drásala, nejmenší je figurka Karla Kryla, která měří 8,5 cm.
Betlém je zajímavý světelnými efekty, pohybem části figurek a doprovodným zvukem. Nový den ohlašuje malý dřevěný kohout, který mává křídly, den a noc se střídají každé tři minuty. Plocha je rozdělená na tři části, nachází se zde obvyklý výjev stáje s Ježíškem, naproti dřevěný mlýn a uprostřed velká budova s historickými okny, což je budova místního úřadu se starosty a starostkou. Součástí betlému je i kronika, ve které jsou všechna díla zdokumentována. Výstava betlému je přístupná každý rok od 1. prosince do 6. ledna, otevření doprovází řada akcí.